# Лааге
Лааге (нім. Laage) — місто в Німеччині, розташоване в землі Мекленбург-Передня Померанія. Входить до складу району Росток. Центр об'єднання громад Лааге.
Площа — 81,27 км2. Населення становить 6477 ос. (станом на 31 грудня 2020).